# Flughafen Tuuta

i7
i11
i13
Der Flughafen Tuuta (englisch Chatham Islands Airport, IATA-Code: CHT, ICAO-Code: NZCI) ist ein Regionalflughafen auf der neuseeländischen Insel Chatham Island. Der Flughafen befindet sich 20 Kilometer von dem Hauptort der Insel Waitangi entfernt.

## Vorgeschichte
Eine seltene planmäßige Flugverbindung zu den Chatham Islands bestand schon nach dem Zweiten Weltkrieg mit Flugbooten der Neuseeländischen Luftwaffe vom Typ Short Sunderland. Im Krieg hatte die Luftwaffe in der Lagune eine Basis für die Flugboote eingerichtet. Ein Flugdienst der NAC kam offensichtlich nicht zustande, hingegen flog Tasman Empire Airways Limited (TEAL) ab 1950 alle drei Wochen mit Short Solent die Inseln an. 1954 war die Zukunft der Verbindung unklar, da die Flugboote außer Dienst gestellt wurden. In den Sommern 1955 und 1956 wurden Flugzeuge Short Sandringham von Ansett gechartert und um weitere Flüge bis am 29. Januar 1957 verlängert. Im Mai dieses Jahres wurde das unbefestigte Flugfeld bei Te Hapupu eröffnet und ermöglichte billigere Flüge mit National Airways Corporation DC-3. Im Jahr 1968 übernahmen Flugzeuge vom Typ Bristol Freighter die Flüge nach Chatham, wobei diesen Frachtflugzeugen der SAFE Air ein Passagiermodul eingeschoben wurde.

## Flughafen Tuuta
ab 1980 wurde der Flughafen Tuuta mit einer Hatbelagpiste gebaut. Die Regierung wollte ursprünglich Fokker F-27 Friendship von Air New Zealand für die Flüge verwenden, doch die zwei Flugzeuge waren mit Flügen nach Norfolk Island ausgelastet. Stattdessen kamen ab der Eröffnung des Flughafens im Juni 1981 anstelle der Bristol Freighter von SAFE Air nun deren Argosy zum Einsatz, welche für die Flüge zu den Chathams mit einem größeren Passagiermodul, welches ungefähr einer Kabine einer Boeing 737 entsprach, ausgerüstet werden konnte. Zudem trugen diese Flugzeuge mehr Fracht als die F-27. Das erste Flugzeug, das in Tuuta landete, war trotzdem die Bristol Freighter mit dem Kennzeichen ZK-CLT. Die Flugverbindung mit den Argosy begann dann im Juni 1982 und endete im September 1990.
Seit 1986 ist die Air Chathams auf dem Flughafen beheimatet.
2021 flog eine Convair 580 der Air Chathams als Besonderheit den letzten kommerziellen Flug dieses Flugzeugtyps. Das Flugzeug war als Combi-Flugzeug mit Fracht und Passagieren betrieben worden. Die bis zu 5 gleichzeitig betriebenen Convair-Flugzeuge von Air Chathams boten den Vorteil, dass die den Retourflug mit nur einer Tankfüllung fliegen konnten, sodass am Flughafen Tuuta nicht getankt werden musste.

## Verbindungen
Es bestehen regelmäßige Verbindungen zu den Flughäfen Auckland, Christchurch, Napier und Wellington.

## Fluggesellschaften
| Airline      |
| ------------ |
| Air Chathams |